# Lucia di Lammermoor
Pour les articles homonymes, voir Lucia di Lammermoor (homonymie).
Versions successives
- Lucie de Lammermoor, version révisée par Donizetti, 
livret en français d'Alphonse Royer et Gustave Vaëz, 
10 août 1839, Théâtre de la Renaissance, Paris 
Les personnages deviennent : Lord Henry Ashton, Lucie, Edgar, Lord Arthur Bucklaw, Raymond, Gilbert (le dernier réunit en soi Alisa et Normanno).

Personnages
- Enrico Ashton, maître de Lammermoor (baryton)
- Lucia Ashton, sa sœur (soprano)
- Edgardo, maître de Ravenswood (ténor)
- Lord Arturo Bucklaw, époux de Lucia (ténor)
- Raimondo Bidebent, chapelain et confident de Lucia (basse)
- Alisa, compagne de Lucia (mezzo-soprano)
- Normanno, grand veneur d'Enrico (ténor)
- Dames et chevaliers, parents des Ashton, habitants de Lammermoor, pages, veneurs, domestiques d'Ashton (chœur)

Airs
- Cruda, funesta smania – (Enrico) Acte I, scène 1
- La pietade in suo favore – (Enrico) Acte I, scène 1
- Regnava nel silenzio – (Lucia) Acte I, scène 2
- Quando rapito in estasi – (Lucia) Acte I, scène 2
- Ah, cedi, cedi! – (Raimondo) Acte II, scène 1
- Al ben dei tuoi qual vittima – (Raimondo) Acte II, scène 1
- Dalle stanze, ove Lucia – (Raimondo) Acte III, scène 1
- Il dolce suono – (Lucia) Acte III, scène 2
- Spargi d'amaro pianto – (Lucia) Acte III, scène 1
- Tombe degl'avi miei – (Edgardo) Acte III, scène 2
- Tu che a Dio spiegasti l'ali – (Edgardo) Acte III, scène 2

Lucia di Lammermoor est un opera seria en deux parties et trois actes de Gaetano Donizetti, sur un livret en italien de Salvadore Cammarano, d'après le roman La Fiancée de Lammermoor de Walter Scott. Il a été créé le 26 septembre 1835 au teatro San Carlo de Naples.
La version française Lucie de Lammermoor, fut créée le 10 août 1839, au Théâtre de la Renaissance à Paris, dans laquelle le compositeur ainsi que les librettistes Alphonse Royer et Gustave Vaëz ont apporté d'importants changements.
Annonciateur du romantisme italien, cet opéra est le chef-d'œuvre « tragique » de Donizetti, dont le succès ne s'est jamais démenti. Les deux passages les plus connus sont la longue « scène de la folie » où Lucia sombre dans une démence irréversible et le grand sextuor de l'acte II, page maîtresse de l'ouvrage qui préfigure les grands ensembles de Verdi. Notons aussi l'air d'Edgardo (ténor) au dernier acte d'une « funèbre beauté », à l'origine d'une nouvelle forme de belcanto,,.

## Création

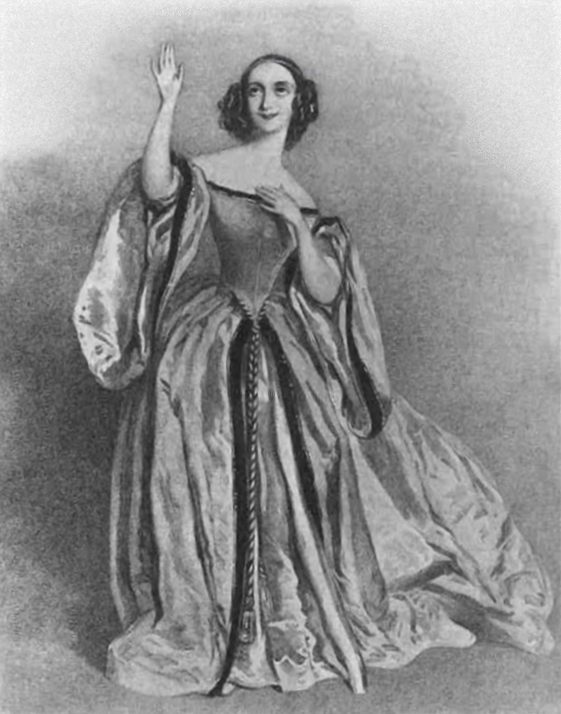
La soprano Fanny Tacchinardi-Persiani dans le rôle-titre lors de la création londonienne

Interprètes de la création originale
| Rôle                                       | Voix          | Interprète                 |
| ------------------------------------------ | ------------- | -------------------------- |
| Lucia                                      | soprano       | Fanny Tacchinardi-Persiani |
| Enrico                                     | baryton       | Domenico Cosselli          |
| Edgardo                                    | ténor         | Gilbert Duprez             |
| Arturo                                     | ténor         | Balestrieri                |
| Raimondo                                   | basse         | Carlo Ottolini Porto       |
| Alisa                                      | mezzo-soprano | Teresa Zappucci            |
| Normanno                                   | ténor         | Anafesto Rossi             |
| Serviteurs et servantes, invités aux noces |               |                            |

## Argument
L'action se déroule dans l'Écosse de la fin du XVIIe siècle. Les familles luttent entre elles, tandis que les guerres entre catholiques et protestants font rage. Les Ashton — depuis longtemps les grands rivaux des Ravenswood — ont pris possession du château de ces derniers, situé près de Lammermoor.

### Acte I
Bref et sombre prélude. Enrico Ashton se désespère sur le sort de sa famille au bord de la banqueroute auprès du chapelain Raimondo. Il déclare que seul le mariage arrangé de sa sœur Lucia avec Lord Arturo pourrait les sauver, mais que Lucia s'oppose à cette idée. Normanno, le veneur d'Enrico, annonce que son refus est dû au fait qu'elle aime Edgardo de Ravenswood, l'ennemi juré d'Enrico. Ce dernier jure de mettre fin aux relations entre sa sœur et son amant.
Près d'un puits dans le parc du château
Lucia attend l'arrivée d'Edgardo en compagnie de sa dame de compagnie Alisa. Lucia confie à cette dernière qu'elle a récemment vu en rêve le spectre d'une jeune femme assassinée par son amant — un Ravenswood — dont le corps serait encore dans le puits. Alisa lui conseille alors d'oublier Edgardo, mais Lucia se moque de cet avertissement. Arrive Edgardo qui annonce à Lucia qu'avant son départ pour la France, il compte demander sa main à son frère. Mais celle-ci l'en dissuade, redoutant une réaction violente de la part d'Enrico. Edgardo, furieux, lui remémore son serment de vengeance contre la famille de Lucia responsable de la mort de son père. Lucia parvient à le calmer, et Edgardo part après avoir échangé avec sa fiancée des preuves d'amour sous la forme d'un anneau.

### Acte II
Les appartements d'Enrico

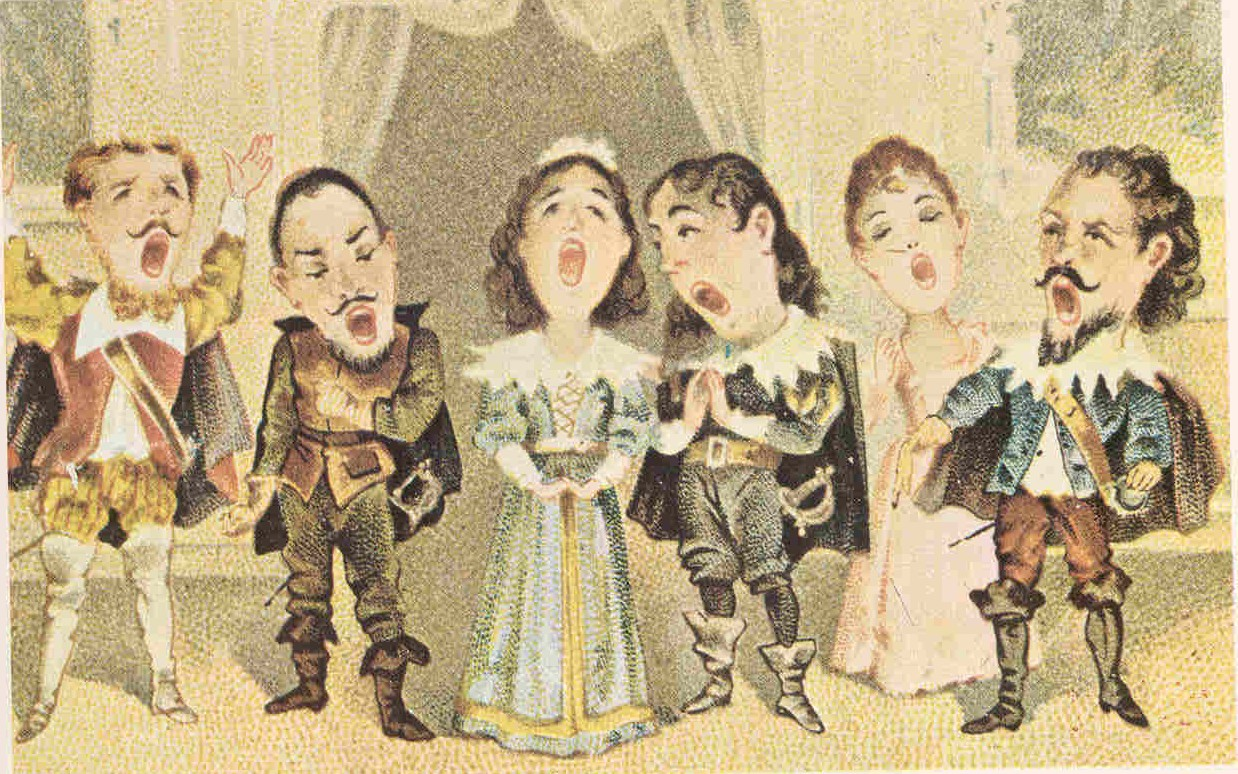
Caricature anonyme du sextuor de l'acte II

Des mois ont passé sans qu'Edgardo ne donne de ses nouvelles. C'est en fait Enrico qui a donné l'ordre d'intercepter toutes ses lettres. Il a également arrangé un mariage entre sa sœur et Arturo Bucklaw. Les invités et Arturo arrivent au château lorsque Lucia entre, pâle. Elle reproche à son frère son manque d'humanité et lui rappelle qu'Edgardo lui a demandé sa main. Enrico lui montre alors une fausse lettre censée prouver l'infidélité de l'absent. Finalement, Raimondo arrive à convaincre Lucia d'épouser Arturo en invoquant la mémoire de sa mère. Face au chantage du chapelain, elle accepte, mais est bien décidée à se donner la mort une fois le mariage consacré.
Une salle décorée pour accueillir Arturo
Arturo est accueilli par un chœur. Enrico le prépare à la réaction de sa sœur. Cette dernière arrive et, indifférente, signe le contrat de mariage. Edgardo survient, réclamant sa fiancée. S'ensuit un sextuor avec chœur décrivant la tournure particulière des événements. Enrico, Arturo et Edgardo s'apprêtent à se battre lorsque Raimondo montre le contrat de mariage signé de la main de Lucia. Edgardo reprend l'anneau de sa fiancée et s'enfuit en la maudissant. Ce sextuor est l'un des passages dramatiques les plus remarquables de toute l'histoire de l'opéra.[réf. nécessaire]

### Acte III
Une salle de la tour de Wolferag
Enrico rendu fou de rage par l'intrusion d'Edgardo, qui est son rival politique, se rend chez celui-ci et le provoque en duel, espérant ainsi en finir avec le jeune homme qui est l'ultime représentant de la famille Ravenswood ennemie des Ashton depuis des siècles.
Salle de réception du IIe acte
Alors que se déroulent les festivités du mariage, Raimondo bouleversé surgit soudain et annonce aux invités horrifiés que Lucia a tué Arturo et qu'elle est devenue folle. La jeune fille arrive hagarde, échevelée et ensanglantée. Dans la célèbre « scène de folie » (Il dolce suono), elle rêve son avenir, unie avec Edgardo, tandis que le puits du premier acte devient l'autel de leur mariage. Enrico qui revient de chez Edgardo se fait confirmer la nouvelle du meurtre d'Arturo et, sans se rendre compte de l'état de sa sœur, la menace d'une peine exemplaire ; Raimondo et les invités interviennent à temps et lui font comprendre que la malheureuse n'est déjà plus dans le monde des vivants. Lucia prenant son frère pour son bien-aimé Edgardo implore son pardon avant de le prier de veiller sur sa tombe. Après qu'elle s'est effondrée, on l'emporte, mourante.
Cette scène de la folie est l'occasion pour l'interprète de Lucia de déployer sa virtuosité et sa technique dans une très belle scène dont le point central, la cadence, semble avoir été ajouté postérieurement à la création ; cet ajout a pu être apporté à partir de 1889, par Mathilde Marchesi, professeur de la cantatrice Nellie Melba.
Les tombes des Ravenswood
Edgardo attend Enrico avec l'intention de se jeter sur l'épée de son ennemi, ignorant le sort tragique de son ancienne fiancée. Il apprend par les familiers des Ashton qu'elle va bientôt mourir, et que dans sa démence elle réclame Edgardo. En entendant sonner le glas, il comprend que Lucia est morte, ce qui lui est confirmé par le chapelain Raimondo Bideben. Désespéré, il se suicide en se poignardant ; il meurt en prononçant le nom de sa bien-aimée.

## Liste des airs
L'index de l'édition de Bonynge liste les numéros suivants.
Acte 1 :

- 1. Prélude
- 2. "Percorrete le spiaggie vicine (Parcourez les plages proches)"
- 3. "Tu sei turbato! (Tu es troublé !)"
- 4. "Cruda, funesta smania (Une frénésie crue et funeste)" (Enrico)
- 5. "La pietade in suo favore (En vain votre pitié)" (Enrico)
- 6. "Ancor non giunse! (Il n'est toujours pas venu?)" (Lucia)
- 7. "Regnava nel silenzio (Il régnait en silence)" (Lucia)
- 8. "Quando rapito in estasi (Quand, saisi dans l'extase)" (Lucia)
- 9. "Egli s'avanza (Il s'avance...)" (Alisa, Edgardo, Lucia)
- 10. "Sulla tomba che rinserra (Sur la tombe qui renferme)" (Edgardo, Lucia)
- 11. "Qui di sposa eterna...Ah! Verranno a te sull'aure (Ici, d'épouse éternelle... Ah ! Ils viendront vers toi sur la brise)" (Edgardo, Lucia)

Acte 2 :

- 12. "Lucia, fra poco a te verrà (Lucia viendra bientôt te voir.)"
- 13. "Appressati, Lucia (Approche-toi, Lucia.)"
- 14. "Il pallor funesto, orrendo (Cette pâleur mortelle qui horriblement)"
- 15. "Soffriva nel pianto (J'ai souffert en larmes, j'ai langui de douleur)"
- 16. "Che fia (Qu'est-ce que ça peut être?)"
- 17. "Se tradirmi tu potrai (Si me trahir, tu pourras)"
- 18. "Ebben? – Di tua speranza (Eh bien ? - De ton espoir)"
- 19. "Ah! cedi, cedi (Ah ! Cède, cède)" (Raimondo)
- 20. "Al ben de' tuoi qual vittima (Au bien des tiens, en tant que victime)" (Raimondo)
- 21. "Per te d'immenso giubilo (Pour toi, d'une jubilation immense)"
- 22. "Dov'è Lucia ? (Où est Lucia ?)"
- 23. "Chi mi frena in tal momento (Qui me freine à un tel moment)" (Sextuor)
- 24. "T'allontana sciagurato (éloigne-toi, misérable)"

Acte 3 :

- 25. "Orrida è questa notte (Horrible est cette nuit)"
- 26. "Qui del padre ancor respira (Ici le père respire encore)"
- 27. "D'immenso giubilo (D'immense jubilation)"
- 28. "Ah! cessate quel contento (Ah ! cessez vos plaisirs)
- 29. "Oh! qual funesto avvenimento! (Oh, quel funeste événement!)"
- 30. "Oh, giusto cielo!...Il dolce suono (Oh ciel miséricordieux!... Le doux son)" (Lucia, "Scène de la folie")
- 31. "Ohimè! sorge il tremendo fantasma (Hélas ! Le spectre terrible se lève)"
- 32. "Ardon gli incensi (L'encens brûle !)"
- 33. "S'avanza Enrico (Enrico s'avance)"
- 34. "Spargi d'amaro pianto (Verse des larmes amères)"
- 35. "Si tragga altrove (Qu'on le porte ailleurs)"
- 36. "Tombe degli avi miei (Tombes de mes aïeux)" (Edgardo)
- 37. "Fra poco a me ricovero (Bientôt à moi un refuge)"
- 38. "Oh meschina! (Oh pauvre créature !!)"
- 39. "Tu che a Dio spiegasti l'ali (Toi qui à Dieu déplias les ailes)" (Edgardo)

## Utilisations
Au début du film Hantise (Gaslight, 1944) de George Cukor, Ingrid Bergman interprète une jeune cantatrice qui répète le fameux air de la folie, et son professeur lui fait remarquer qu'elle est trop heureuse de ses propres fiançailles pour bien rendre cet air tragique ; cette scène aura une valeur prémonitoire pour la suite où la jeune femme bascule elle-même dans la folie.
Dans le film Le Cinquième Élément de Luc Besson, le début de l'air de la folie est chanté par la « diva Plavalaguna » ; le personnage est interprété par Maïwenn, mais c'est la soprano Inva Mula qui chante l'air. Au morceau a, en outre, été ajoutée une composition d'Éric Serra, et le tout a été retravaillé informatiquement. Cet air est également repris dans le film L'Immortel de Richard Berry ainsi que dans La Belle Personne de Christophe Honoré.
Emma Bovary, l'héroïne du roman de Gustave Flaubert, Madame Bovary (1857), va entendre cet opéra, dans sa version française, à Rouen avec son mari, le docteur Charles Bovary.
Le contre-ténor russe Vitas reprend le début de l'air de la folie (Il dolce suono) dans sa chanson Lucia di Lammermoor en 2006.

## Discographie sélective
- 1939 : Lina Pagliughi (Lucia), Giovanni Malipiero (Edgardo), Giuseppe Manacchini (Enrico), Luciano Neroni (Raimondo), Chœur et orchestre de la radio italienne, Turin, Ugo Tansini - Warner-Fonit
- 1953 : Maria Callas (Lucia), Giuseppe Di Stefano (Edgardo), Tito Gobbi (Enrico), Rafaele Arié (Raimondo) - Chœur et orchestre du Teatro alla Scala de Milan, Tullio Serafin - EMI
- 1961 : Joan Sutherland (Lucia), Renato Cioni (Edgardo), Robert Merrill (Enrico), Cesare Siepi (Raimondo) - Chœur et orchestre de l'Académie Sainte-Cécile de Rome, John Pritchard - Decca
- 1965 : Anna Moffo (Lucia), Carlo Bergonzi (Edgardo), Mario Sereni (Enrico), Ezio Flagello (Raimondo) - Chœur et orchestre de la RCA Italiana, Georges Prêtre - RCA
- 1967 : Renata Scotto (Lucia), Luciano Pavarotti (Edgardo), Piero Cappuccilli (Enrico), Agostino Ferrin (Raimondo) - Chœur et orchestre de la RAI de Turin, Francesco Molinari-Pradelli - Dynamic (en)
- 1970 : Beverly Sills (Lucia), Carlo Bergonzi (Edgardo), Piero Cappuccilli (Enrico), Justino Díaz (Raimondo) - Ambrosian Opera Chorus, London Symphony Orchestra, Thomas Schippers - Westminster
- 1971 : Joan Sutherland (Lucia), Luciano Pavarotti (Edgardo), Sherrill Milnes (Enrico), Nicolai Ghiaurov (Raimondo) - Chœur et orchestre du Royal Opera House (Covent Garden), Richard Bonynge - Decca
- 1977 : Montserrat Caballé (Lucia), José Carreras (Edgardo), Vicente Sardinero (Enrico), Samuel Ramey (Raimondo) - Orchestre Philharmonia et l'Ambrosian Opera Chorus, Jesús López Cobos - Philips (réédition CD: Philips Classics)
- 1983 : Edita Gruberová (Lucia), Alfredo Kraus (Edgardo), Renato Bruson (Enrico), Robert Lloyd (Raimondi) - Ambrosian Opera Chorus, Royal Philharmonic Orchestra, Nicola Rescigno - EMI
- 2009 : Anna Netrebko, Piotr Beczała, Mariusz Kwiecien, Ildar Abdrazakov, dir. Marco Armiliato, 2009, DG

## Opéra filmé
- 1967 : Renata Scotto (Lucia), Carlo Bergonzi (Edgardo), Mario Zanasi (Enrico), Plinio Clabassi (Raimondo) - Orchestre symphonique de la NHK et chœur du philharmonique de Tokyo - Bruno Bartoletti
- 1971 : Anna Moffo (Lucia), Lajos Kozma (Edgardo), Giulio Fioravanti (Enrico), Paolo Washington (Raimondo) - Orchestre et chœur de la RAI Roma - Carlo Felice Cillario

## Retransmission en direct du Met
L’opéra est retransmis trois fois en direct du Met dans des salles de cinéma du monde en 2009, 2011 et 2022.

## Réutilisation musicale
En 1861, Johan Strauss II compose le quadrille Neue Melodien-Quadrille à partir, entre autres, de motifs de l'opéra.

## Cinéma

### Adaptations
- 1946 : Lucia di Lammermoor, avec Nelly Corradi (Lucia), Mario Filippeschi (Edgardo), Aldo Ferracuti (Arturo Bucklaw), Afro Poli (Enrico Ashton), Italo Tajo (Raimondo Bidebent) ; chœurs de l'Opéra de Rome, sous la direction de Giuseppe Conca ; orchestre de l'Opéra de Rome, dirigé par Oliviero De Fabritiis ; film réalisé par Piero Ballerini[8]. Gina Lollobrigida y fait ses débuts en tant que figurante[9].
- 1971 : Lucia di Lammermoor avec Anna Moffo (Lucia), Lajos Kozma (Edgardo), Giulio Fioravanti (Enrico), Paolo Washington (Raimondo), Chœur de la RAI et Orchestre symphonique de Rome, Carlo Felice Cillario, film réalisé par Mario Lanfranchi - VAI

### Utilisations
- 1997 : Le Cinquième Élément de Luc Besson - la diva Plavalaguna (Maïwenn) chante en partie cet opéra dans le cadre de la croisière de Phloston Paradise ; la bande-son utilise l'extrait Il dolce suono interprété par Inva Mula[10].
- 2010 : Vous allez rencontrer un bel et sombre inconnu de Woody Allen - Greg (Antonio Banderas) invite Sally (Naomi Watts) à une représentation de Lucia di Lammermoor ; le film utilise l'extrait Tu che a Dio spiegasti l'ali interprété par Luciano Pavarotti et Nicolai Ghiaurov[11].